# كينيث لونيرغان
كينيث لونيرغان (بالإنجليزية: Kenneth Lonergan)‏ (و. 1962 – م) هو كاتب سيناريو، وكاتب مسرحي، ومخرج مسرحي، وممثل، ومخرج سينمائي، ومؤلف من الولايات المتحدة الأمريكية. ولد في مدينة نيويورك.

## التعليم
تعلم في جامعة وسليان، وجامعة نيويورك، ومدرسة تيش العليا للفنون.

## جوائز وترشيحات
حصل على جوائز منها:
- جائزة الروح المستقلة لأفضل أول فيلم، عن عمل: You Can Count on Me [الإنجليزية]‏ (2001)
- جائزة الروح المستقلة لأفضل سيناريو  [لغات أخرى]‏، عن عمل: You Can Count on Me [الإنجليزية]‏ (2001)
- جائزة ساتالايت لأفضل سيناريو أصلي [الإنجليزية]‏، عن عمل: You Can Count on Me [الإنجليزية]‏ (2001)
- جائزة نقابة الكتاب الأمريكية عن فئة أفضل سيناريو أصلي [الإنجليزية]‏، عن عمل: You Can Count on Me [الإنجليزية]‏ (2001)
- Grand Jury Prize Dramatic [الإنجليزية]‏، عن عمل: You Can Count on Me [الإنجليزية]‏ (2000)
- جائزة الجمعية الوطنية الأمريكية للنقاد السينمائيين لأفضل سيناريو [الإنجليزية]‏، عن عمل: You Can Count on Me [الإنجليزية]‏ (2000)
- جائزة ساثرلاند [الإنجليزية]‏، عن عمل: You Can Count on Me [الإنجليزية]‏ (2000)
- New York Film Critics Circle Award for Best Screenplay [الإنجليزية]‏.

ترشح لـ:
- جائزة نقابة الكتاب الأمريكية عن فئة أفضل سيناريو أصلي [الإنجليزية]‏، عن عمل: عصابات نيويورك (2003)
- جائزة البافتا لأفضل سيناريو [الإنجليزية]‏، عن عمل: عصابات نيويورك (2003)
- جائزة لورنس أوليفر عن فئة أفضل مسرحية كوميدية جديدة [الإنجليزية]‏ (2003)
- جائزة الروح المستقلة لأفضل سيناريو  [لغات أخرى]‏، عن عمل: You Can Count on Me [الإنجليزية]‏ (2001)
- جائزة نقابة الكتاب الأمريكية عن فئة أفضل سيناريو أصلي [الإنجليزية]‏، عن عمل: You Can Count on Me [الإنجليزية]‏ (2001)
- جائزة بوليتزر عن فئة الدراما، عن عمل: The Waverly Gallery [الإنجليزية]‏ (2001)
- جائزة ساتالايت لأفضل سيناريو أصلي [الإنجليزية]‏، عن عمل: You Can Count on Me [الإنجليزية]‏ (2001)
- جائزة منضة الدراما عن فئة أفضل مسرحية [الإنجليزية]‏ (2001)
- جائزة الروح المستقلة لأفضل أول فيلم، عن عمل: You Can Count on Me [الإنجليزية]‏ (2001)
- جائزة الجمعية الوطنية الأمريكية للنقاد السينمائيين لأفضل سيناريو [الإنجليزية]‏، عن عمل: You Can Count on Me [الإنجليزية]‏ (2000)
- Gotham Independent Film Award for Breakthrough Director [الإنجليزية]‏، عن عمل: You Can Count on Me [الإنجليزية]‏ (2000)
- جائزة غولدن غلوب لأفضل سيناريو، عن عمل: You Can Count on Me [الإنجليزية]‏ (2000)
- جائزة منضة الدراما عن فئة أفضل مسرحية [الإنجليزية]‏ (1997)
- جائزة الأوسكار لأفضل كتابة "سيناريو أصلي"، عن عمل: عصابات نيويورك
- جائزة الأوسكار لأفضل كتابة "سيناريو أصلي"، عن عمل: You Can Count on Me [الإنجليزية]‏.

## وصلات خارجية
- كينيث لونيرغان على موقع IMDb (الإنجليزية)
- كينيث لونيرغان على موقع مونزينجر (الألمانية)
- كينيث لونيرغان على موقع ألو سيني (الفرنسية)
- كينيث لونيرغان على موقع أول موفي (الإنجليزية)
- كينيث لونيرغان على موقع بوكس أوفيس موجو (الإنجليزية)
- كينيث لونيرغان على موقع قاعدة بيانات برودواي على الإنترنت (الإنجليزية)
- كينيث لونيرغان على موقع قاعدة بيانات الأفلام السويدية (السويدية)
- كينيث لونيرغان على موقع قاعدة بيانات الفيلم (الإنجليزية)
- كينيث لونيرغان على موقع كينوبويسك (الروسية)